# Hopov diamant
Hopov diamant (angl. Diamant Hope) je 45,52-karatni (9,104 g) diamant, ki zaradi velike velikosti slovi že od 18. stoletja. Hopov diamant, izkopan v 17. stoletju iz rudnika Kollur v Gunturju v Indiji, je modri diamant. Njegova izjemna velikost je razkrila nove informacije o nastanku diamantov.
Hopov diamant je golkondski diamant. Njegova zapisana zgodovina se začne leta 1666, ko ga je francoski trgovec z dragulji Jean-Baptiste Tavernier kupil v Indiji v nebrušeni obliki. Potem ko je dragulj razrezal in ga preimenoval v 'francosko modro' (Le bleu de France), ga je Tavernier leta 1668 prodal francoskemu kralju Ludviku XIV. Leta 1792 je bil ukraden, prejet in ponovno brušen, pri čemer se je največji del diamanta pojavil pod imenom Hope v katalogu draguljev iz leta 1839 bančne družine Hope, od koder izhaja ime diamanta.
Zadnji zasebni lastnik Hopovega diamanta je bil ameriški draguljar Harry Winston, ki ga je leta 1949 kupil od dediščine rudarske dedinje in družbenice Evalyn Walsh McLean. Potem ko je diamant več let razstavljal na turneji, ga je Winston leta 1958 podaril Nacionalnemu prirodoslovnemu muzeju Smithsonian Institution v Washingtonu, D. C., kjer ostaja na stalni razstavi.

## Razvrstitev
Hopov diamant je velik, 45,52-karatni (9,104 g), temno moder diamant, obdan z obeskom Toison d’or. Pod običajno svetlobo je temno sivkasto modre barve zaradi sledov bora v njegovi kristalni strukturi, pod izpostavljenostjo ultravijolični svetlobi pa kaže rdečo fosforescenco. Uvrščen je med diamante tipa IIb.
Hopov diamant je trenutno shranjen v Nacionalni zbirki draguljev in mineralov v Nacionalnem muzeju naravne zgodovine v Washingtonu, D. C. Na poti od indijskega Hyderabada do Francije, Velike Britanije in Združenih držav, kjer je na ogled javnosti, je večkrat zamenjal lastnika. Opisan je bil kot »najbolj znan diamant na svetu«.

## Fizikalne lastnosti
- Teža: decembra 1988 je laboratorij ameriškega Gemološkega inštituta določil, da diamant tehta 45,52 karata (9,104 g).
- Velikost in oblika: diamant so po velikosti in obliki primerjali z golobjim jajcem ali orehom, ki je v obliki hruške. Dolžina, širina in globina so 25,60 mm × 21,78 mm × 12,00 mm.
- Barva: opisan je bil kot »fancy temno sivkasto modra« kot tudi kot »temno modra barva« ali »jekleno modra« barva. Modri diamanti, podobni Hopeu, se lahko s kolorimetričnimi meritvami pokažejo kot bolj sivi (nižja nasičenost) kot modri safirji. Leta 1996 je Ameriški gemološki inštitut pregledal diamant in ga s svojo lastniško lestvico ocenil za modno temno sivkasto modro.

Vizualno je modifikator sive (maska) tako temen (indigo), da ustvari učinek marilisa in je v luči videti skoraj črnomoder. Trenutne fotografije diamanta Hope uporabljajo visoko intenzivne svetlobne vire, ki po navadi povečajo sijaj dragih kamnov. V popularni literaturi je bilo veliko superlativov uporabljenih za opis diamanta Hope kot »superfine temno modre«, ki so ga pogosto primerjali z barvo finega safirja - na primer »modro najlepšega modrega safirja« (Deulafait) - in opisovali njegovo barvo kot »safirno modro«. Tavernier ga je opisal kot »čudovito vijolična«.
- Fosforescenca: kamen kaže nenavadno intenzivno, briljantno rdečo fosforescenco po izpostavitvi kratkovalovni ultravijolični svetlobi. Ta učinek 'svetlečega se v temi' traja še nekaj časa po tem, ko je bil vir svetlobe izklopljen, in ta nenavadna lastnost je morda pomagala okrepiti njegov sloves 'prekletega'. Rdeči sij je pojav modrih diamantov, ki znanstvenikom pomaga pri njihovem »prstnem odtisu«, kar jim omogoča razlikovanje pravih od umetnih. Rdeči sij nastane zaradi mešanice bora in dušika v kamnu.[13]
- Bistrost: bistrost je bila ugotovljena kot VS1, s prisotnimi belkastimi zrni.
- Rez: rez je bil opisan kot »oblazinjeni starinski briljant s fasetiranim pasom in dodatnimi fasetami na paviljonu«.
- Kemična sestava: leta 2010 so diamant odstranili iz namestitve, da bi izmerili njegovo kemično sestavo. Po vrtanju luknje, globoke en nanometer, so predhodni poskusi odkrili prisotnost bora, vodika in morda dušika; koncentracija bora se spreminja od nič do osem delcev na milijon.[14] Bor je odgovoren za modro barvo kamna.
- Dotik in občutek: ko so uradniki Smithsonian leta 2003 novinarju Associated Pressa Ronu Edmondsu dovolili, da drži dragulj v rokah, je zapisal, da je bila prva misel, ki mu je padla na pamet, Vau![15] Opisali so ga kot »hladnega na dotik« Zapisal je:

45,5-karatni kamen – velik je približno kot oreh in je težji, kot je videti zaradi svoje prosojnosti – zibljete – ga obračate z ene strani na drugo, medtem ko svetloba utripa z njegovih ploskev, saj veste, da je to najtrši naravni material, a se bojite, da bi vam padel iz rok.— Poročevalec agencije Associated Press Ron Edmonds leta 2003
- Trdota: diamanti na splošno, vključno z diamantom Hope, so najtrši naravni minerali, kar jih poznamo na Zemlji, toda zaradi šibkih ravnin vezi v kristalni strukturi diamanta se lahko kristal zlomi vzdolž teh ravnin, če z njimi ne ravnamo pravilno. Te šibke ploskve omogočajo diamantnim rezalnikom, da razcepijo neobdelan nebrušen kamen na manjše brezhibne dele, preden pride do postopka fasetiranja kamna. Samo diamant lahko opraska drug diamant, zato se za ustvarjanje fasetiranega diamanta nebrušena surovina namesti v držalo, nato pa se ravne površine ali fasete obrusijo v površino kamna s pomočjo posebej izdelanih kovinskih koles, impregniranih z diamantnimi delci. Te fasete so brušene in polirane z vedno finejšimi razredi/zrnom diamantnega prahu, dokler ne dobijo čiste zrcalne površine, na koncu pa ustvarijo dragulj, ki se lesketa z lomljenjem in odbijanjem svetlobe na različne načine.[16]

## Zgodovina

### Geološki začetki
Hopov diamant je nastal globoko v Zemlji pred približno 1,1 milijarde let. Tako kot vsi diamanti je tudi ta nastal, ko so ogljikovi atomi med seboj oblikovali močne vezi. Prvotno je bil vdelan v kimberlit, kasneje pa je bil ekstrahiran in prečiščen, da je oblikoval trenutni dragulj. Hopov diamant vsebuje sledove atomov bora, pomešane s strukturo ogljika, kar ima za posledico redko modro barvo diamanta.
Ljudje običajno mislijo o diamantu Hope kot o zgodovinskem dragulju, toda ... je [pomemben] kot redek znanstveni primerek, ki lahko zagotovi pomemben vpogled v naše znanje o diamantih in o tem, kako nastajajo v zemlji.— Jeffrey Post, kustos Smithsonian, 2008

### Indija
Več poročil, ki temeljijo na pripombah francoskega trgovca z dragulji Jean-Baptista Tavernierja, ki je dragulj dobil v Indiji leta 1666, nakazuje, da dragi kamen izvira iz Indije, iz rudnika Kollur v okrožju Guntur v Andhra Pradešu (ki je bil takrat del kraljestva Golconda dinastije Qutb Šahi).
Tavernierjeva knjiga, Šest potovanj (francosko Les Six Voyages de J. B. Tavernier), vsebuje skice več velikih diamantov, ki jih je prodal kralju Ludviku XIV., verjetno leta 1668 ali 1669; med temi je prikazan modri diamant in Tavernier omenja rudnike v Gani Coulour (Rudnik Kollur) kot vir barvnih diamantov, vendar kamen ni neposredno omenjen. Zgodovinar Richard Kurin je zgradil zelo špekulativen primer za leto 1653 kot leto nakupa, vendar je največ, kar je mogoče z gotovostjo reči, je, da je Tavernier modri diamant dobil med enim od svojih petih potovanj v Indijo med letoma 1640 in 1667. Eno poročilo nakazuje, da je v Pariz odnesel 25 diamantov, vključno z veliko skalo, ki je postala Hope, in jih vse prodal kralju Ludviku XIV. Drugo poročilo nakazuje, da je Tavernier leta 1669 ta veliki modri diamant skupaj s približno tisoč drugimi diamanti prodal kralju Ludviku XIV. za 220.000 livrov – kar ustreza 147 kilogramom čistega zlata.
V zgodovinskem romanu The French Blue gemolog in zgodovinar Richard W. Wise predlaga, da je bil patent plemstva, ki ga je Tavernier podelil Ludvik XIV., del plačila za Tavernier Blue. Po teoriji je Jean-Baptiste Colbert (takrat kraljev finančni minister) redno prodajal plemiške urade in nazive za gotovino; dokončni patent plemstva je bil po Wiseu vreden približno 500.000 livrov. Ta znesek bi skupaj s prijavljeno prodajo kralju znašal okoli 720.000 livrov, kar je polovica cene Tavernierjeve prvotne ocene za dragulj. Prišlo je do polemike glede dejanske teže kamna: Morel je verjel, da je 112,1875 karatov (22,43750 g), navedenih na Tavernierjevem računu, v starih francoskih karatih, torej 115,28 metričnih karatov.

### Francija
Leta 1678 je Ludvik XIV. naročil dvornemu draguljaru Jeanu Pitauu, da ponovno brusi modri Tavernier, kar je povzročilo 67,125-karatni (13,4250 g) kamen, ki so ga kraljevi inventarji nato uvrstili na seznam modrih diamantov francoske krone (francosko diamant bleu de la Couronne de France). Poznejši angleško govoreči zgodovinarji so jo preprosto imenovali francoska modra. Kralj je dal kamen namestiti na zatič za kravato.
Po enem poročilu je Lodvik naročil Pitauju, naj mu »naredi kos za spomin« in Pitau je delal dve leti, kar je povzročilo »trikotni 69-karatni (13,8 g) dragulj v velikosti golobjega jajca, ki je jemal dih, ko je zajel svetlobo in jo odbijal nazaj v modrikasto-sivih žarkih«. Vstavljen je bil v zlato in podprt z trak za okoli vratu, ki ga je nosil kralj med obredi.
V bleščečem osrčju diamanta je bilo sonce s sedmimi ploskvami – sonce je Ludvikov simbol, sedem pa je v svetopisemski kozmologiji število z bogatim pomenom, ki označuje božanskost in duhovnost.— poročilo Agence France-Presse, 2008
Leta 1749 je pravnuk Ludvika XIV., Ludvik XV., dal dvornemu draguljaru Andréju Jacqueminu vstaviti francosko modrega v bolj izpopolnjen obesek z dragulji za red zlatega runa. Sestavljeni kos je vseboval rdeč spinel iz 107-karatnih (21,4 g) karatov v obliki zmaja, ki diha 'pohlepne plamene', ter 83 rdeče pobarvanih diamantov in 112 rumeno pobarvanih diamantov, ki nakazujejo obliko flisa.
Kos je po smrti Ludvika XV. postal neuporaben. Diamant je postal last njegovega vnuka Ludvika XVI. čigar žena, kraljica Marija Antoaneta, je veliko francoskih kronskih draguljev uporabila za osebno okrasje tako, da je posamezne dragulje postavila v nove nastavitve in kombinacije, vendar je 'francoska modri' ostal v tem obesku (razen za kratek čas leta 1787, ko je kamen odstranil za znanstveno študijo Mathurin Jacques Brisson).

### Kraja, izginotje in prikrivanje
11. septembra 1792, ko so bili Ludvik XVI. in njegova družina med zgodnjo fazo teroristične vladavine francoske revolucije zaprti na Tempeljskem trgu, je skupina tatov vdrla v kraljevo skladišče – Hôtel du Garde-Meuble de la Couronne (zdaj Hôtel de la Marine) – in v petdnevnem plenjenju ukradla večino kronskih draguljev. Medtem ko je bilo pozneje najdenih veliko draguljev, vključno z drugimi deli reda zlatega runa, francoskega modrega ni bilo med njimi in je izginil iz zgodovine.
21. januarja 1793 je bil Ludvik XVI. giljotiniran; Marija Antoaneta je bila giljotinirana 16. oktobra istega leta. Te obglavitve se običajno navajajo kot posledica 'prekletstva' diamanta, vendar zgodovinski zapisi kažejo, da Marija Antoaneta ni nikoli nosila obeska zlatega runa, ker je bil rezerviran za izključno uporabo kralja.
Verjeten scenarij je, da je bil francoski modri, včasih znan tudi kot modri diamant, »hitro pretihotapljen v London«, potem ko je bil leta 1792 zasežen v Parizu. Toda točno ta kamen, znan kot francoski modri, ni bilo nikoli več mogoče videti, saj je bil skoraj zagotovo ponovno obrezan v dolgem obdobju anonimnosti, največji preostali kos pa je postal diamant Hope. Eno poročilo je nakazovalo, da je bil rez 'pokvarjeno delo', saj je od večjega kamna odrezal 23,5 karata (4,70 g) in poškodoval njen »izjemen sijaj«.
Dolgo se je verjelo, da je bil diamant Hope izrezan iz 'francoskega modrega', toda potrditev je prišla, ko so leta 2005 v arhivu pariškega Nacionalnega prirodoslovnega muzeja znova odkrili tridimenzionalni svinčeni model slednjega. Pred tem so bile dimenzije francoskega modrega znane samo iz dveh risb, narejenih leta 1749 in 1789; čeprav se model nekoliko razlikuje od risb v nekaterih podrobnostih, so te podrobnosti enake značilnostim diamanta Hope, kar omogoča tehnologiji CAD digitalno rekonstrukcijo 'francoskega modrega' okoli ponovno brušenega kamna.
Svinčeni model je razkril 20 neznanih faset na zadnji strani 'francoskega modrega'. Potrdilo je tudi, da je bil diamant precej grobo ponovno brušen, s katerim so odstranili tri konice in zmanjšali debelino za nekaj milimetrov. Modri diamant sončnega kralja je postal neprepoznaven in baročni slog prvotnega brusa se je dokončno izgubil.
Zgodovinarji domnevajo, da je en vlomilec, kadet Guillot, odnesel več draguljev, vključno s 'francoskega modrega' in spinelom Côte-de-Bretagne, v Le Havre in nato v London, kjer so 'francoskega modrega' razrezali na dva dela.
Morel dodaja, da je leta 1796 Guillot poskušal preprodati Côte-de-Bretagne v Franciji, vendar ga je bil prisiljen odstopiti solopovu Lancryju de la Loyelleju, ki je Guillota spravil v dolžniški zapor.
V nasprotnem poročilu je zgodovinar Richard Kurin domneval, da je 'krajo' francoskih kronskih draguljev v resnici zasnoval revolucionarni voditelj Georges Danton kot del načrta za podkupovanje nasprotnega vojaškega poveljnika, vojvode Karla Wilhelma iz Brunswicka. Ko ga je Napoleon napadel leta 1805, je Karl Wilhelm morda dal preoblikovati 'francoskega modrega', da bi prikril svojo identiteto; v tej obliki bi lahko kamen prišel v Veliko Britanijo leta 1806, ko je njegova družina tja pobegnila, da bi se pridružila njegovi hčerki Caroline iz Brunswicka. Čeprav je bila Caroline žena princa regenta (kasneje Jurija IV. Britanskega), je živela ločeno od svojega moža in zaradi finančnih težav je včasih morala tiho prodati svoje dragulje, da bi preživljala svoje gospodinjstvo. Karolinin nečak, vojvoda Karl Friedrich, je pozneje znano, da ima 13,75-karatni (2,750 g) modri diamant, za katerega so mnogi mislili, da je še en kos francoske modre barve.
Sedanje nahajališče tega manjšega diamanta ni znano, nedavna CAD rekonstrukcija 'francoskega modrega' pa se pretesno prilega diamantu Hope, da bi omogočila obstoj sestrskega kamna te velikosti.

## Lastništvo Smithsonian
Mineralog Smithsonian George Switzer je zaslužen, da je draguljarja Harryja Winstona prepričal, da je daroval diamant Hope za predlagano nacionalno zbirko draguljev, ki bo nastanjena v Narodnem prirodoslovnem muzeju. 10. novembra 1958 je Winston privolil in jo poslal prek ameriške pošte v škatli, zaviti v rjav papir, kot navadno priporočeno pošto zavarovano za 1 milijon dolarjev po ceni 145,29 $, od tega 2,44 $ za poštnino in zavarovanje preostalega zneska. Ob prihodu je postal primerek št. 217868.
Winston nikoli ni verjel v nobeno od zgodb o prekletstvu; podaril je diamant z upanjem, da bo pomagal Združenim državam »vzpostaviti zbirko draguljev«.
Winston je umrl mnogo let kasneje, leta 1978, zaradi srčnega napada. Winstonovo darilo je po mnenju kustosa Smithsonian dr. Jeffreyja Posta dejansko pomagalo spodbuditi dodatna darila muzeju.
Prva štiri desetletja v Narodnem muzeju naravne zgodovine je diamant Hope ležal v svoji ogrlici v sefu s stekleno sprednjo stranjo kot del galerije draguljev in nakita, razen nekaj kratkih ekskurzij: razstava leta 1962 v Louvre; velikonočna razstava Rand leta 1965 v Johannesburgu v Južni Afriki in dva obiska nazaj v prostore Harryja Winstona v New York City, enkrat leta 1984 in enkrat za praznovanje 50. obletnice leta 1996.
Da bi se zaščitil pred krajo med potovanjem diamanta na razstavo v Louvru leta 1962, je Switzer odpotoval v Pariz z diamantom Hope, spravljenim v žametni torbici, ki jo je sešila njegova žena. Diamant Hope so dali v torbico, ki je bila zapeta v žep Switzerjevih hlač za let.
Ko je bila galerija Smithsonian prenovljena leta 1997, je bila ogrlica premaknjena na vrtljivi podstavek znotraj cilindra iz 3-palčnega (76 mm) debelega neprebojnega stekla v lastni razstavni sobi, ki meji na glavno razstavo Nacionalne zbirke draguljev, v Janet Annenberg Hooker Hall of Geology, Gems, and Minerals. Diamant Hope je najbolj priljubljen dragulj na razstavi in osrednji del zbirke.
Leta 1988 so ga strokovnjaki Gemološkega inštituta Amerike ocenili in opazili »dokaze obrabe« in njegovo »izjemno močno fosforescenco« s svojo jasnostjo, ki je »rahlo prizadeta zaradi belkastih zrn, ki so običajna za modre diamante«. Zelo občutljiv kolorimeter je odkril drobne sledi »zelo rahle vijolične komponente«, ki je neopazna za normalen vid.
Leta 2005 je Smithsonian objavil enoletno računalniško podprto geometrijsko raziskavo, ki je uradno potrdila, da je diamant Hope dejansko izrezan iz ukradenega 'francoskega modrega' dragulja.
Leta 2009 je Smithsonian napovedal začasno novo postavitev za dragulj ob praznovanju pol stoletja v Narodnem muzeju naravne zgodovine. Od septembra 2009 je bil razstavljen kot samostojen dragulj brez postavitve. Občasno so ga zaradi čiščenja umaknili iz njegovega okolja, toda tokrat je bilo prvič javno razstavljeno samostojno. Prej je bil prikazan v platinastem okvirju, obkrožen s 16 belimi diamanti hruškaste oblike in blazinasto brušenimi, obešenimi na verižico s petinštiridesetimi diamanti.
Hope se je konec leta 2010 vrnil v svoje tradicionalno okolje.
18. novembra 2010 je bil diamant Hope predstavljen in prikazan v Smithsonianu v začasni na novo oblikovani ogrlici, imenovani Embracing Hope, ki jo je ustvarilo podjetje Harry Winston. Ustvarjeni so bili trije dizajni za novo postavitev, vsi beli diamanti in bela kovina, in javnost je glasovala o končni različici.
Diamant Hope počiva na novi temno modri vratni obliki, ki jo je podjetje Harry Winston naročilo pri razstavni organizaciji Pac Team Group. Prej je bil diamant Hope od poznega poletja 2009, ko so ga odstranili iz nekdanje postavitve, ki jo je zasnoval Cartier, prikazan kot razsuti dragulj. Kurator Smithsonian ga je opisal kot »neprecenljivega«, ker je bil »nenadomestljiv«, čeprav so poročali, da je bil zavarovan za 250 milijonov dolarjev.
13. januarja 2012 je bil diamant vrnjen v njegovo zgodovinsko okolje, trenutna ogrlica pa je bila vstavljena z drugim diamantom, vrednim vsaj milijon dolarjev. Ogrlica z novim diamantom bo prodana v korist Smithsonianu.